# Линия Дистрикт
Линия Дистрикт (англ. District line) — линия Лондонского метрополитена, третья по загруженности в Лондоне. Насчитывает 60 станций, 21 из которых — подземные. Отличается наличием нескольких веток на западном направлении. На схемах традиционно обозначается зелёным цветом.

## История
У линии Дистрикт богатая история. Она была первоначально сооружена компанией "Metropolitan and District Railway" (MDR) и вводилась в эксплуатацию по частям, начиная с 1868 года. В своё время к ней относились ветки на Аксбридж и Западный Хаунслоу (в настоящее время эксплуатируются линией Пиккадилли). В восточном направлении поезда доезжали до приморского города Саутенд-он-Си в графстве Эссекс с 1 июня 1910 и до станции Шуберинесс с 1911 года до 30 сентября 1939 года. В период с 1 марта 1883 по 30 сентября 1885 поезда линии также курсировали от станции Илинг Бродвей до Виндзора, выходя на главный ход Великой Западной железной дороги.

## Подвижной состав
Большинство поездов линии Дистрикт — составы типа D. Тем не менее, на участке Уимблдон — Эджвер-роуд используются только составы типа C по причине того, что платформы на участке Хай-стрит-Кенсингтон — Эджвер-роуд слишком коротки. Составы типа D были модернизированы и получили стандартную красно-бело-синюю окраску Лондонского метрополитена вместо неокрашенного алюминиевого покрытия. Также была произведена серьёзная переделка интерьера вагонов, были установлены телевизоры и информационные экраны. Ремонт поездов проводится в электродепо Ближний Илинг и Апминстер.

### Последний неокрашенный состав
Состав типа D с парковым номером 7115 был выведен из эксплуатации для ремонта 15 февраля 2008 года. Он ездил в основном в выходные, но в связи с изменениями графика свой последний рейс он совершил в пятницу. Это был последний серебристый поезд Лондонского метрополитена. Поезд покинул депо Илинг и отправился на КВР 28 февраля 2008 года.

## Станции

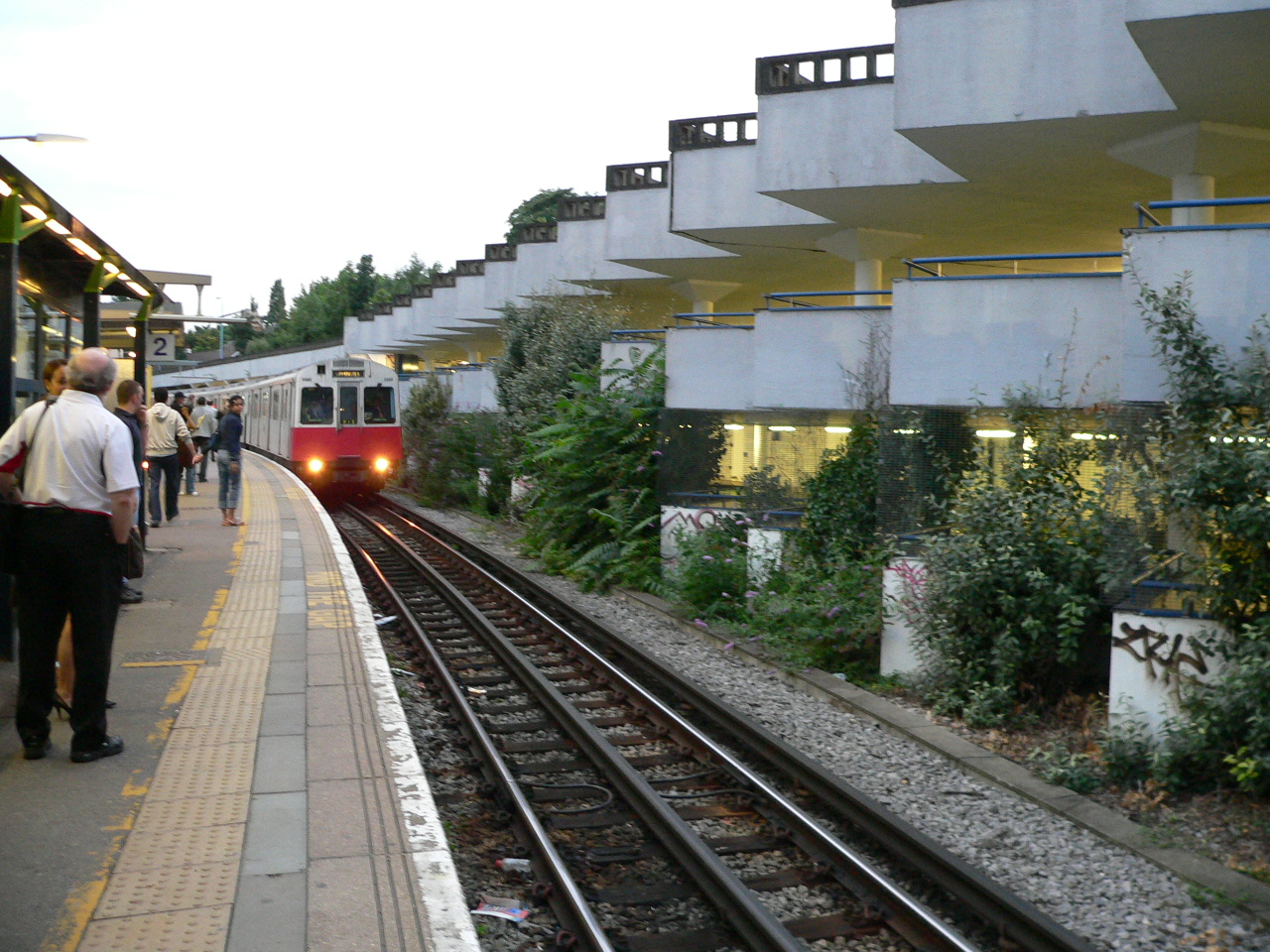
Станция Ганнерсбери на ричмондской ветке. Пути используются совместно с Лондонской надземной железной дорогой, а именно её Северо-Лондонской линией.
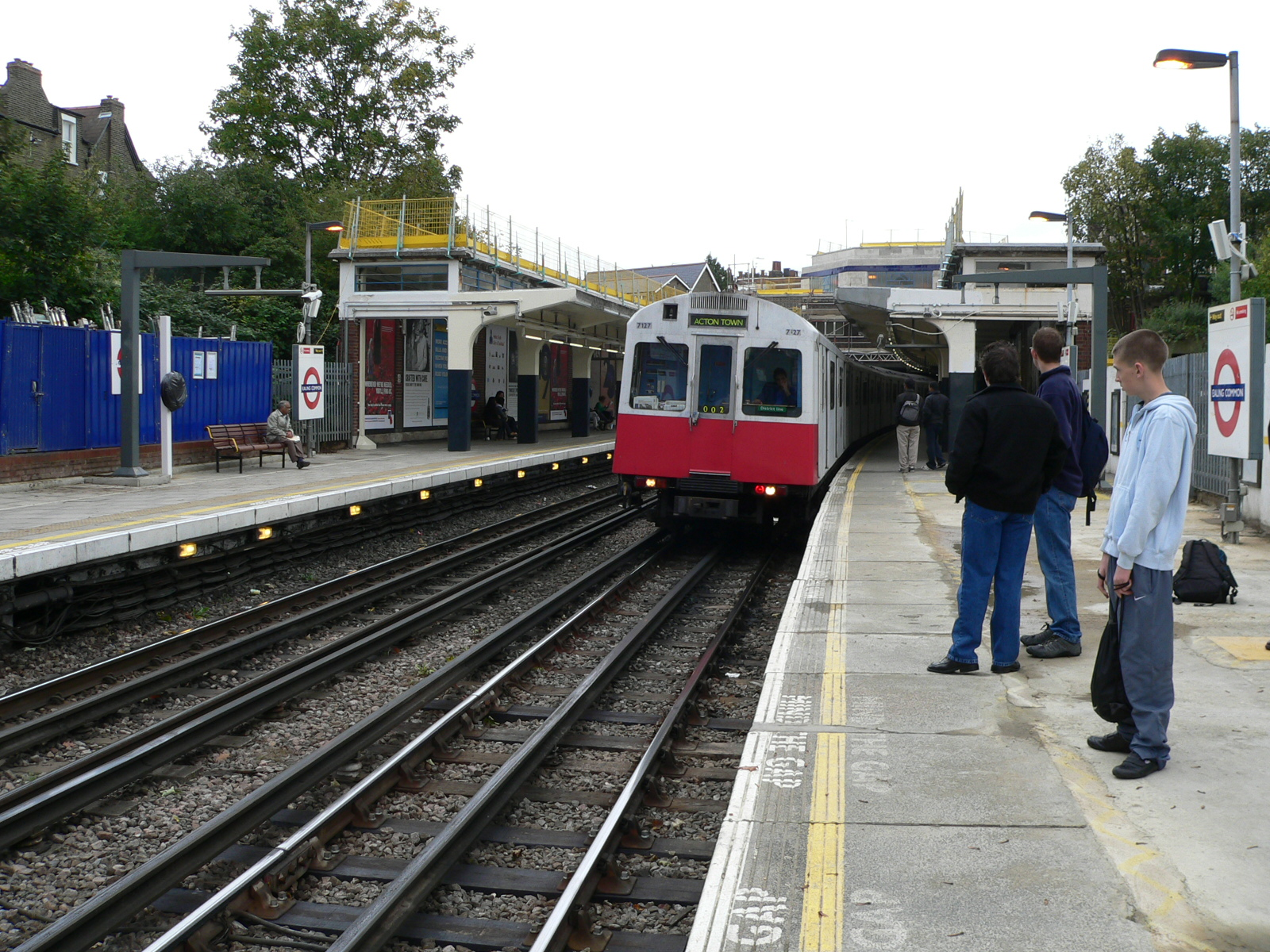
Ближний Илинг — одна из двух станций, где пути линии Дистрикт используются также линией Пиккадилли (другая - Эктон-таун)
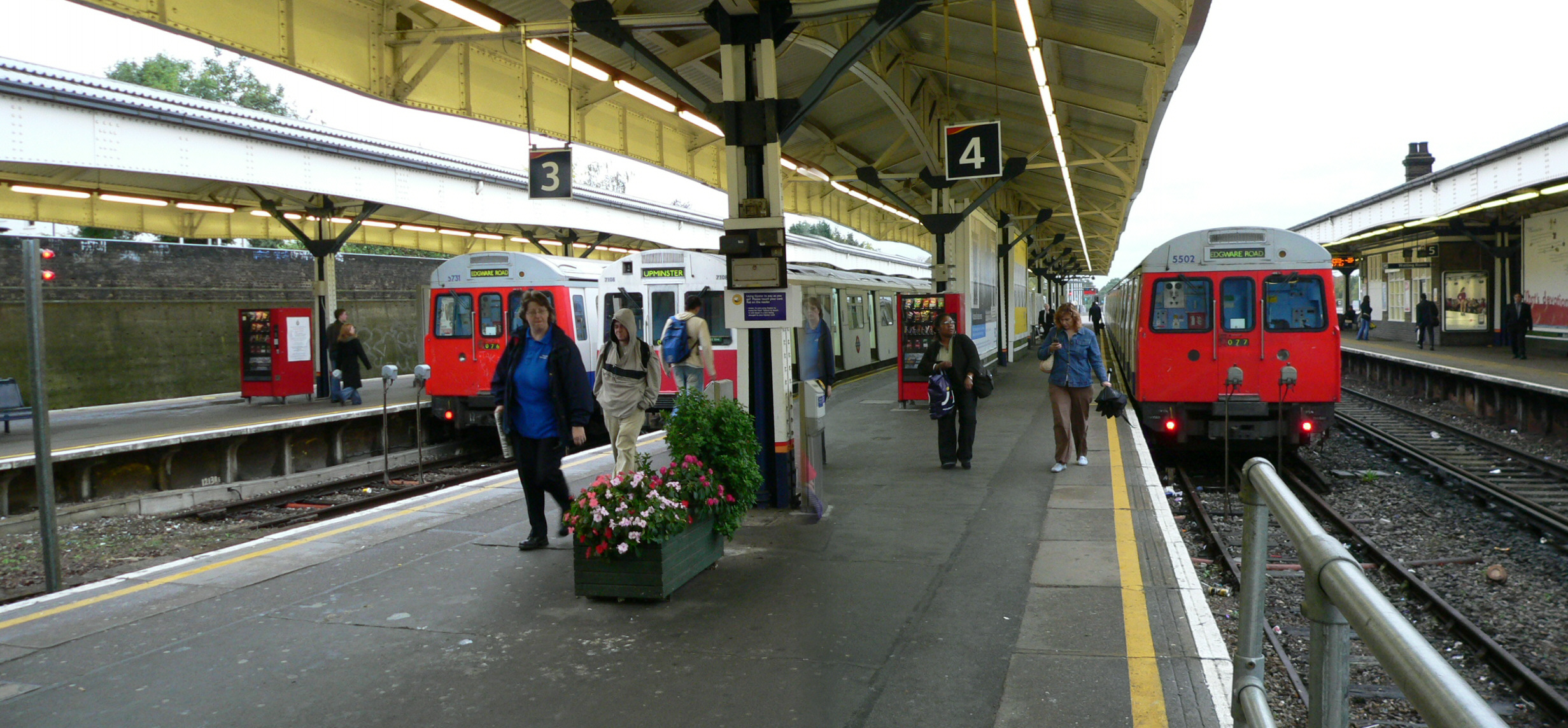
Платформы линии Дистрикт на станции Уимблдон
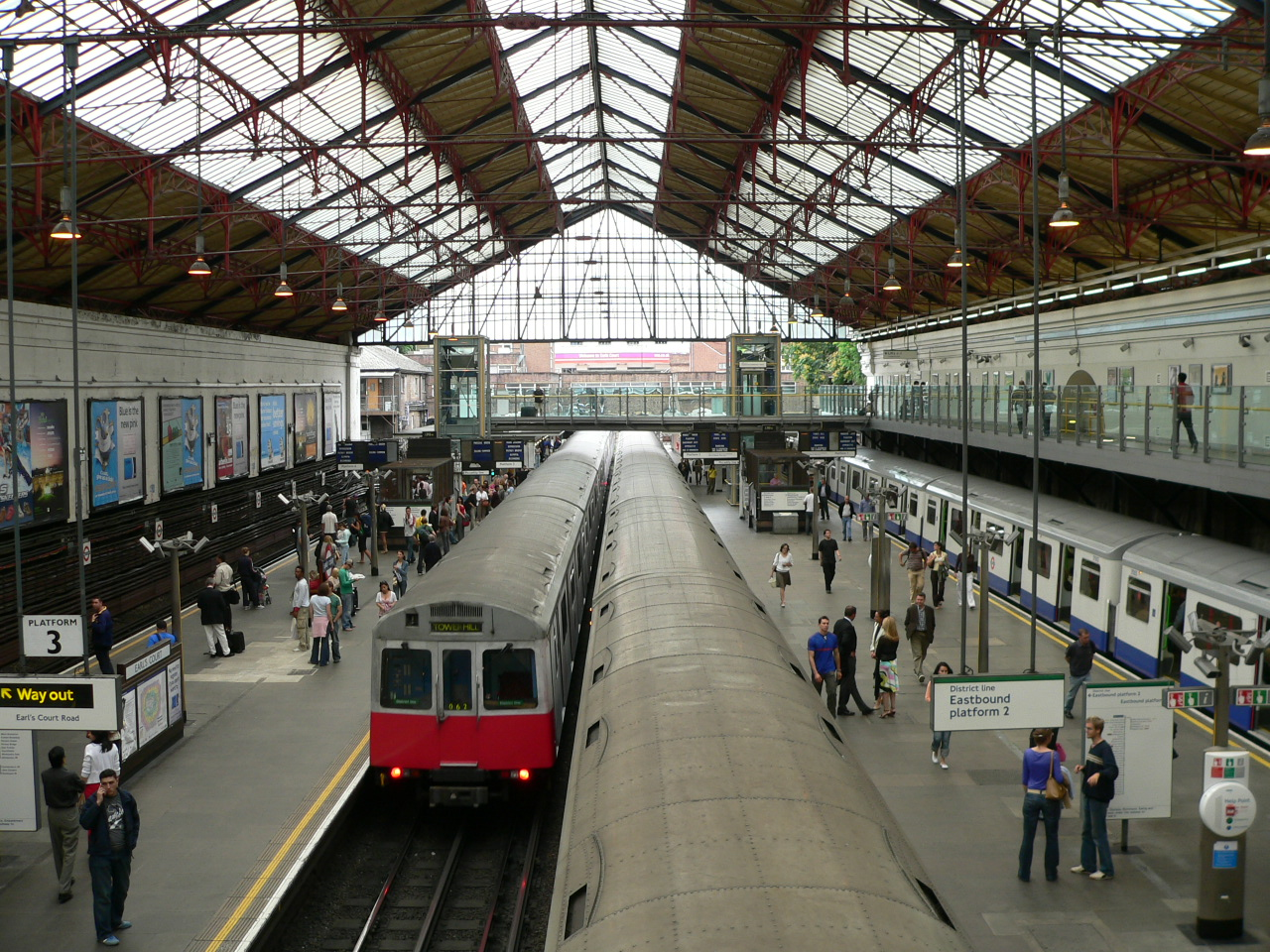
Важнейший узел линии — станция Эрлс-Корт
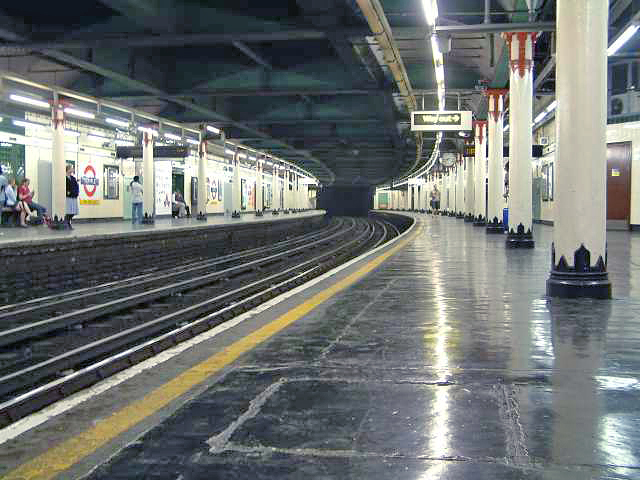
Типичная станция линии Дистрикт с боковыми платформами — Темпл
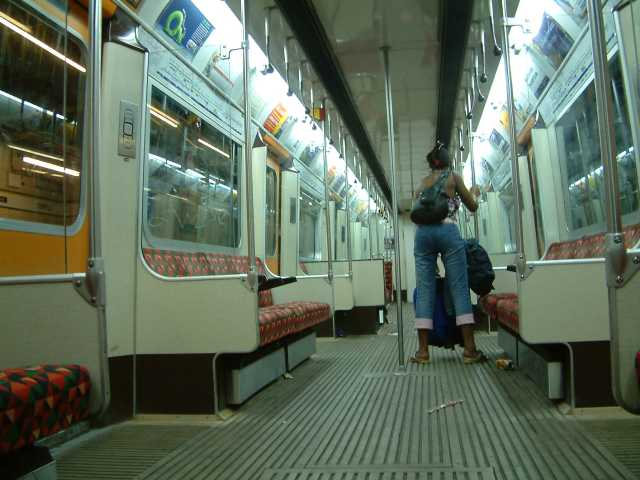
Внутри не прошедшего КВР состава
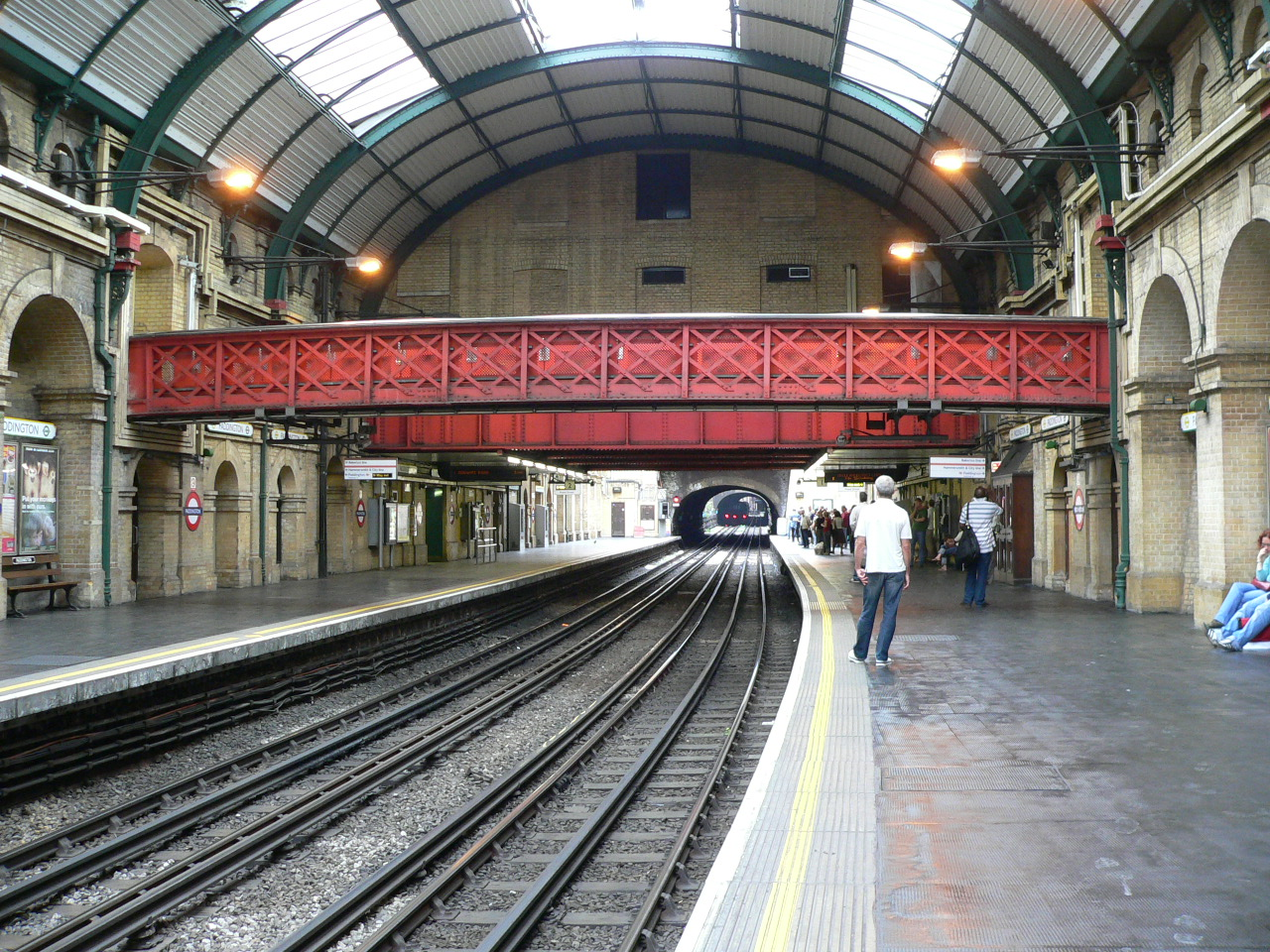
Платформы линий Дистрикт и Кольцевой на станции Паддингтон (ветка на Эджвэр-роуд)
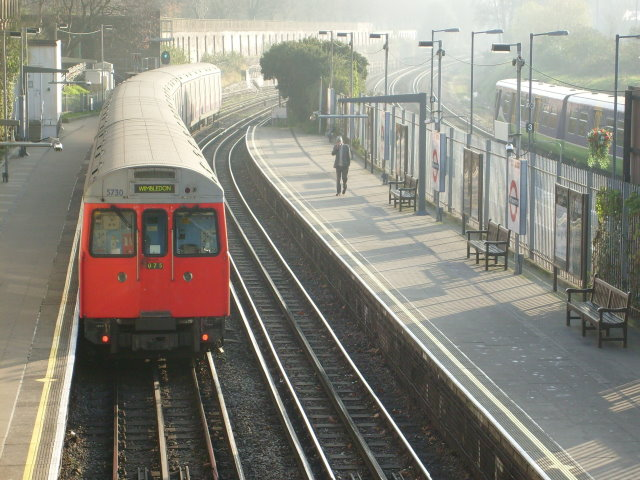
Состав типа C69/C77 отправляется до Уимблдона через Фулем-Бродвей

С запада на восток

### Ричмондская ветка
- Ричмонд
- Кью-Гарденс
- Ганнерсбери

### Илингская ветка
- Илинг-Бродвей Пересадка на поезда в Хитроу
- Ближний Илинг
- Эктон-Таун
  - Южный Эктон (закрытое ответвление)
- Чизуик-парк

Ричмондская и илингская ветки разделяются к западу от Тернем-грин.
- Тернем-Грин
- Стэмфорд-Брук
- Равенскорт-парк
- Хаммерсмит
- Бэронс-Корт
- Западный Кенсингтон

### Уимблдонская ветка
- Уимблдон
- Уимблдон-парк
- Саутфилдс (Выход в том числе через лифт)
- Восточный Патни
- Патни-Бридж
- Парсонс-грин
- Фулем-Бродвей
- Западный Бромптон (к поездам на восток выход через лифт одноимённой железнодорожной станции)

### Кенсингтонская (Олимпийская) ветка
- Кенсингтон (Олимпия)

Эта ветка отходит от главного хода западнее станции Эрлс-Корт. Поезда с неё обычно следуют до Хай-стрит-Кенсингтон.
Уимблдонская ветка отходит от главного хода западнее станции Эрлс-Корт.

### Главный ход
- Эрлс-Корт[англ.]
- Глостер-Роуд
- Южный Кенсингтон
- Слоун-сквер
- Виктория Пересадка на поезда в Гатвик
- Парк Святого Джеймса
- Вестминстер Вестминстерский причал
- Эмбанкмент Вокзал Чаринг-Кросс Причал Эмбэнкмент
- Темпл
- Блэкфрайарз Пересадка на поезда в Гатвик и Лутон Причал Блэкфрайарз
- Мэншн Хаус
- Кэннон-стрит
- Бэнк-энд-Моньюмент
- Марк-Лэйн (закрыта)
- Тауэр-Хилл
- Олдгейт-Ист
- Собор святой Марии (закрыта)
- Уайтчепел
- Степни-Грин
- Майл-Энд
- Боу-Роуд Пересадка на поезда DLR
- Бромли-бай-Боу
- Уэст-Хэм
- Плейстоу
- Аптон-парк
- Ист-Хэм
- Баркинг
- Апни
- Биконтри
- Дагенем-Хитуэй
- Дагенем-Восточный
- Элм-парк
- Хорнчерч
- Апминстер-Бридж
- Апминстер

### Ветка к Эджвер-роуд
Ветка к Эджвер-роуд ответвляется от главного хода к востоку от станции Эрлс-Корт.
- Хай-стрит Кенсингтон
- Ноттинг-хилл Гейт
- Бейсуотер
- Паддингтон Пересадка на поезда в Хитроу
- Эджвер-роуд